# Aliciella nyensis
Aliciella nyensis là một loài thực vật có hoa trong họ Polemoniaceae. Loài này được (Reveal) J.M.Porter mô tả khoa học đầu tiên năm 1998.